# Biserica fortificată din Șelimbăr
Biserica evanghelică fortificată din Șelimbăr este un ansamblu de monumente istorice aflat pe teritoriul satului Șelimbăr, comuna Șelimbăr.
Ansamblul este format din două monumente:
- Biserica evanghelică (cod LMI SB-II-m-A-12561.01)
- Incinta fortificată (cod LMI SB-II-m-A-12561.02)